# Collège royal des médecins et chirurgiens du Canada
 (octobre 2020).
Si vous disposez d'ouvrages ou d'articles de référence ou si vous connaissez des sites web de qualité traitant du thème abordé ici, merci de compléter l'article en donnant les références utiles à sa vérifiabilité et en les liant à la section « Notes et références ».

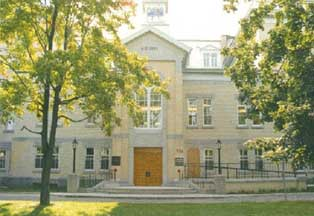
Le siège du Collège royal des médecins et chirurgiens du Canada à Ottawa, Ontario, Canada.

Le Collège royal des médecins et chirurgiens du Canada {en anglais : Royal College of Physicians and Surgeons of Canada), est un organisme sans but lucratif pan-canadien créé en 1929 par une loi spéciale du Parlement du Canada pour superviser la formation des spécialistes médicaux et chirurgicaux au Canada. 
Le collège est la voix de la médecine spécialisée au Canada. Le Collège n'est pas un organisme de réglementation ou disciplinaire, mais une association de médecins qui est concerné par l'enseignement médical et l'établissement de normes. Il veille à ce que la formation et l'évaluation des spécialistes médicaux et chirurgicaux, de 60 spécialités et deux programmes spéciaux, d'atteindre les plus hauts standards. Le Collège, par l'examen et programmes de formation continue, exige de ses 42 649 membres dans le monde pour maintenir leur compétence tout au long de leur carrière. Il agit et parle à l'appui du contexte le plus approprié pour la pratique de la médecine spécialisée et de meilleurs soins aux patients.
Depuis sa fondation, le Collège a été accordé le patronage du roi ou de la reine du Canada, actuellement Charles III.